# Argentina en la Copa Mundial de Fútbol de 1978
La selección de Argentina fue uno de los 16 equipos participantes en la Copa Mundial de Fútbol de 1978, en la cual fue sede y se consagró campeón. El torneo se llevó a cabo del 1 al 25 de junio en Argentina.
Fue la séptima participación de Argentina, que formó parte del Grupo 1, junto a Francia, Hungría e Italia.
El debut de la albiceleste se produjo el 2 de junio de 1978 frente a Hungría con un resultado favorable de 2 a 1. En el segundo partido derrotó a Francia por el mismo marcador y pasó a la segunda ronda. No obstante debía enfrentar a Italia que finalmente doblegó a los locales y se quedó con el segundo lugar del grupo. Argentina tuvo entonces que jugar sus próximos partidos en la ciudad de Rosario.
En Rosario Argentina le ganó a Polonia por 2 a 0, y empató con Brasil por 0 a 0.
Para asegurarse pasar a la final de la copa del mundo, Argentina, tenía que ganarle a Perú por 4 a 0. La selección local disputó ese partido con una victoria aplastante de 6 goles a favor, avanzando a su segunda final del campeonato.
El partido decisivo entre Argentina y los Países Bajos se disputó en Buenos Aires en el Estadio Monumental, el 25 de junio de 1978. A los 38' de juego Mario Kempes ponía el 1-0, pero a pocos minutos de que la final terminara Dick Nanninga marcó el tanto neerlandés lo que hizo que se disputará un tiempo suplementario. Al minuto 105 volvió a marcar Mario Kempes y selló el resultado Daniel Bertoni a los 116'.
La Selección de fútbol de Argentina consiguió de esta manera su primera Copa Mundial de fútbol.
En cuanto a premios, el delantero Mario Alberto Kempes consiguió el premio al máximo goleador y mejor jugador del torneo, así como Ubaldo Fillol obtuvo el premio al mejor arquero del torneo. Además, Argentina ganó el premio al Juego Limpio.

## Preparación

### Partidos previos
Datos correspondientes a los dos años previos del inicio de la Copa Mundial de Fútbol de 1978
| Fecha                   | Lugar         | Competición         |                   |                                         | Resultado          |                               |                       |
| ----------------------- | ------------- | ------------------- | ----------------- | --------------------------------------- | ------------------ | ----------------------------- | --------------------- |
| 13 de octubre de 1976   | Buenos Aires  | Amistoso            | Argentina         | Bandera de Argentina                    | 2:0 (1:0)          | Bandera de Chile              | Chile                 |
| 28 de octubre de 1976   | Lima          | Amistoso            | Perú              | Bandera de Perú                         | 1:3 (0:0)          | Bandera de Argentina          | Argentina             |
| 10 de noviembre de 1976 | Buenos Aires  | Amistoso            | Argentina         | Bandera de Argentina                    | 1:0 (0:0)          | Bandera de Perú               | Perú                  |
| 28 de noviembre de 1976 | Buenos Aires  | Amistoso            | Argentina         | Bandera de Argentina                    | 0:0                | Bandera de la Unión Soviética | Unión Soviética       |
| 30 de enero de 1977     | Mar del Plata | Amistoso no oficial | Newell's Old Boys | Bandera de la Provincia de Santa Fe     | 2:2 (1:0)          | Bandera de Argentina          | Argentina             |
| 7 de febrero de 1977    | Mar del Plata | Amistoso no oficial | Aldosivi          | Bandera de la Provincia de Buenos Aires | 0:1 (0:1)          | Bandera de Argentina          | Argentina             |
| 9 de febrero de 1977    | Mar del Plata | Amistoso no oficial | River Plate       | Bandera de la Ciudad de Buenos Aires    | 2:2 (0:2)          | Bandera de Argentina          | Argentina             |
| 16 de febrero de 1977   | Mar del Plata | Amistoso no oficial | Boca Juniors      | Bandera de la Ciudad de Buenos Aires    | 0:1 (0:1)          | Bandera de Argentina          | Argentina             |
| 27 de febrero de 1977   | Buenos Aires  | Amistoso            | Argentina         | Bandera de Argentina                    | 5:1 (4:0)          | Bandera de Hungría            | Hungría               |
| 2 de marzo de 1977      | General Roca  | Amistoso no oficial | Deportivo Roca    | Bandera de la Provincia del Río Negro   | 1:2 (1:0)          | Bandera de Argentina          | Argentina             |
| 22 de marzo de 1977     | Madrid        | Amistoso            | Argentina         | Bandera de Argentina                    | 1:1 (1:0) (4:1 p.) | Bandera de Irán               | Irán                  |
| 22 de marzo de 1977     | Madrid        | Amistoso no oficial | Real Madrid       | Bandera de España                       | 1:0 (0:0)          | Bandera de Argentina          | Argentina             |
| 29 de mayo de 1977      | Buenos Aires  | Amistoso            | Argentina         | Bandera de Argentina                    | 3:1 (1:1)          | Bandera de Polonia            | Polonia               |
| 5 de junio de 1977      | Buenos Aires  | Amistoso            | Argentina         | Bandera de Argentina                    | 1:3 (0:1)          | Bandera de Alemania           | Alemania Federal      |
| 12 de junio de 1977     | Buenos Aires  | Amistoso            | Argentina         | Bandera de Argentina                    | 1:1 (1:1)          | Bandera de Inglaterra         | Inglaterra            |
| 18 de junio de 1977     | Buenos Aires  | Amistoso            | Argentina         | Bandera de Argentina                    | 1:1 (0:0)          | Bandera de Escocia            | Escocia               |
| 26 de junio de 1977     | Buenos Aires  | Amistoso            | Argentina         | Bandera de Argentina                    | 0:0                | Bandera de Francia            | Francia               |
| 3 de julio de 1977      | Buenos Aires  | Amistoso            | Argentina         | Bandera de Argentina                    | 1:0 (1:0)          | Bandera de Yugoslavia         | Yugoslavia            |
| 12 de julio de 1977     | Buenos Aires  | Amistoso            | Argentina         | Bandera de Argentina                    | 2:0 (1:0)          | Bandera de Alemania Oriental  | Alemania Democrática  |
| 24 de agosto de 1977    | Buenos Aires  | Amistoso            | Argentina         | Bandera de Argentina                    | 2:1 (1:1)          | Bandera de Paraguay           | Paraguay              |
| 31 de agosto de 1977    | Asunción      | Amistoso            | Paraguay          | Bandera de Paraguay                     | 2:0 (0:0) (3:1 p.) | Bandera de Argentina          | Argentina             |
| 4 de marzo de 1978      | Mar del Plata | Amistoso no oficial | Argentina         | Bandera de Argentina                    | 0:0                | Bandera de Uruguay            | MUFP                  |
| 19 de marzo de 1978     | Buenos Aires  | Amistoso            | Argentina         | Bandera de Argentina                    | 2:1 (1:0)          | Bandera de Perú               | Perú                  |
| 23 de marzo de 1978     | Lima          | Amistoso            | Perú              | Bandera de Perú                         | 1:3 (0:3)          | Bandera de Argentina          | Argentina             |
| 29 de marzo de 1978     | Buenos Aires  | Amistoso            | Argentina         | Bandera de Argentina                    | 3:1 (2:1)          | Bandera de Bulgaria           | Bulgaria              |
| 5 de abril de 1978      | Buenos Aires  | Amistoso            | Argentina         | Bandera de Argentina                    | 2:0 (2:0)          | Bandera de Rumania            | Rumania               |
| 19 de abril de 1978     | Buenos Aires  | Amistoso            | Argentina         | Bandera de Argentina                    | 3:1 (1:0)          | Bandera de Irlanda            | XI de Liga de Irlanda |
| 22 de abril de 1978     | Tandil        | Amistoso no oficial | Liga Tandilense   | Bandera de la Provincia de Buenos Aires | 0:1 (0:1)          | Bandera de Argentina          | Argentina             |
| 25 de abril de 1978     | Montevideo    | Amistoso            | Uruguay           | Bandera de Uruguay                      | 2:0 (0:0)          | Bandera de Argentina          | Argentina             |
| 30 de abril de 1978     | Cipolletti    | Amistoso no oficial | Cipolletti        | Bandera de la Provincia del Río Negro   | 0:2 (0:0)          | Bandera de Argentina          | Argentina             |
| 3 de mayo de 1978       | Buenos Aires  | Amistoso            | Argentina         | Bandera de Argentina                    | 3:0 (1:0)          | Bandera de Uruguay            | Uruguay               |
| 7 de mayo de 1978       | Corrientes    | Amistoso no oficial | Liga Correntina   | Bandera de la Provincia de Corrientes   | 1:2 (1:1)          | Bandera de Argentina          | Argentina             |
| 13 de mayo de 1978      | Bahía Blanca  | Amistoso no oficial | Liga del Sur      | Bandera del Partido de Bahía Blanca     | 0:7 (0:4)          | Bandera de Argentina          | Argentina             |
| 13 de mayo de 1978      | Córdoba       | Amistoso no oficial | Liga Cordobesa    | Bandera de la Provincia de Córdoba      | 1:3 (0:0)          | Bandera de Argentina          | Argentina             |

## Uniforme

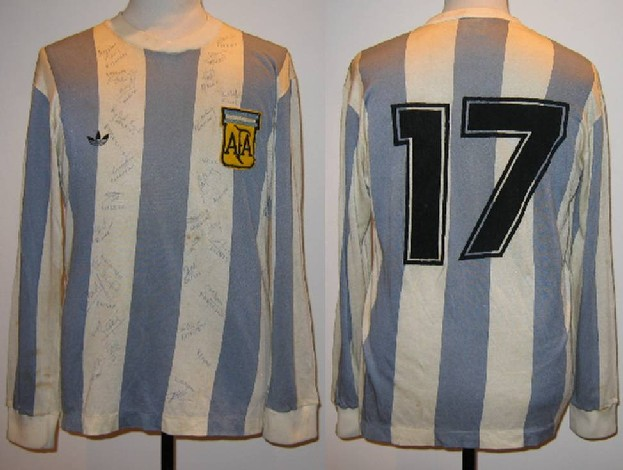
Camiseta titular diseñada por Adidas.

### Oficial

#### Manga corta
| Opción 1 | Opción 2 | Opción 3 | Opción 4 |

#### Manga larga
| Opción 1 | Opción 2 | Opción 3 | Opción 4 |

### Alternativo

#### Manga corta
| Opción 1 | Opción 2 | Opción 3 | Opción 4 |

#### Manga larga
| Opción 1 | Opción 2 | Opción 3 | Opción 4 |

### Tercero

#### Manga corta
| Opción 1 | Opción 2 | Opción 3 | Opción 4 |

#### Manga larga
| Opción 1 | Opción 2 | Opción 3 | Opción 4 |

## Plantel
| #  | Nombre                   | Posición       | Edad | PJ Sel | Club              | Equipo de debut             |
| -- | ------------------------ | -------------- | ---- | ------ | ----------------- | --------------------------- |
| 1  | Norberto Alonso          | Centrocampista | 25   |        | River Plate       | River Plate                 |
| 2  | Osvaldo Ardiles          | Centrocampista | 25   |        | Huracán           | Instituto                   |
| 3  | Héctor Baley             | Guardameta     | 27   |        | Huracán           | Estudiantes de La Plata     |
| 4  | Daniel Bertoni           | Delantero      | 23   |        | Independiente     | Quilmes                     |
| 5  | Ubaldo Fillol            | Guardameta     | 27   |        | River Plate       | Quilmes                     |
| 6  | Américo Gallego          | Centrocampista | 23   |        | Newell's Old Boys | Newell's Old Boys           |
| 7  | Luis Galván †            | Defensa        | 30   |        | Talleres          | Talleres                    |
| 8  | Rubén Galván †           | Centrocampista | 26   |        | Independiente     | Independiente               |
| 9  | René Houseman †          | Delantero      | 24   |        | Huracán           | Defensores de Belgrano      |
| 10 | Mario Alberto Kempes     | Delantero      | 23   |        | Valencia CF       | Instituto                   |
| 11 | Daniel Killer            | Defensa        | 28   |        | Racing Club       | Rosario Central             |
| 12 | Omar Larrosa             | Centrocampista | 30   |        | Independiente     | Boca Juniors                |
| 13 | Ricardo La Volpe         | Guardameta     | 26   |        | San Lorenzo       | Banfield                    |
| 14 | Leopoldo Jacinto Luque † | Delantero      | 29   |        | River Plate       | Unión de Santa Fe           |
| 15 | Jorge Mario Olguín       | Defensa        | 26   |        | San Lorenzo       | San Lorenzo                 |
| 16 | Oscar Ortiz              | Delantero      | 25   |        | River Plate       | San Lorenzo                 |
| 17 | Miguel Oviedo            | Defensa        | 27   |        | Talleres          | Instituto                   |
| 18 | Rubén Pagnanini          | Defensa        | 29   |        | Independiente     | Estudiantes de La Plata     |
| 19 | Daniel Passarella        | Defensa        | 25   |        | River Plate       | Sarmiento de Junín          |
| 20 | Alberto Tarantini        | Defensa        | 22   |        | Birmingham City   | Boca Juniors                |
| 21 | José Daniel Valencia     | Centrocampista | 22   |        | Talleres          | Gimnasia y Esgrima de Jujuy |
| 22 | Ricardo Villa            | Centrocampista | 25   |        | Racing Club       | Quilmes                     |
|    | César Luis Menotti †     | Entrenador     | 39   |        |                   |                             |

## Participación
- Los horarios son correspondientes a la hora local de Argentina (UTC-3).

### Partidos
| Fecha       | Lugar        | Instancia    |           |                      | Resultado      |                             |              |
| ----------- | ------------ | ------------ | --------- | -------------------- | -------------- | --------------------------- | ------------ |
| 2 de junio  | Buenos Aires | Primera fase | Argentina | Bandera de Argentina | 2:1 (1:1)      | Bandera de Hungría          | Hungría      |
| 6 de junio  | Buenos Aires | Primera fase | Argentina | Bandera de Argentina | 2:1 (1:0)      | Bandera de Francia          | Francia      |
| 10 de junio | Buenos Aires | Primera fase | Italia    | Bandera de Italia    | 1:0 (0:0)      | Bandera de Argentina        | Argentina    |
| 14 de junio | Rosario      | Segunda fase | Argentina | Bandera de Argentina | 2:0 (1:0)      | Bandera de Polonia          | Polonia      |
| 18 de junio | Rosario      | Segunda fase | Argentina | Bandera de Argentina | 0:0            | Bandera de Brasil           | Brasil       |
| 21 de junio | Rosario      | Segunda fase | Argentina | Bandera de Argentina | 6:0 (2:0)      | Bandera de Perú             | Perú         |
| 25 de junio | Buenos Aires | Final        | Argentina | Bandera de Argentina | 3:1 (1:1, 1:0) | Bandera de los Países Bajos | Países Bajos |

### Primera fase - Grupo 1
| Selección | Pts | PJ | PG | PE | PP | GF | GC | Dif |
| --------- | --- | -- | -- | -- | -- | -- | -- | --- |
| Italia    | 6   | 3  | 3  | 0  | 0  | 6  | 2  | 4   |
| Argentina | 4   | 3  | 2  | 0  | 1  | 4  | 3  | 1   |
| Francia   | 2   | 3  | 1  | 0  | 2  | 5  | 5  | 0   |
| Hungría   | 0   | 3  | 0  | 0  | 3  | 3  | 8  | −5  |

|  | Clasificados a la segunda fase. |

#### Argentina vs. Hungría
| 2 de junio, 19:15 | Argentina               | 2:1 (1:1) | Hungría   | Estadio Monumental, Buenos Aires                            |                                                             |
|                   | Luque 15' · Bertoni 83' | Reporte   | Csapó 10' | Asistencia: 71 615 espectadores Árbitro(s): António Garrido | Asistencia: 71 615 espectadores Árbitro(s): António Garrido |

| 5          | Guardameta     | Ubaldo Fillol      |     |
| 7          | Defensa        | Luis Galván        |     |
| 15         | Defensa        | Jorge Olguín       |     |
| 19         | Defensa        | Daniel Passarella  |     |
| 20         | Defensa        | Alberto Tarantini  |     |
| 2          | Centrocampista | Osvaldo Ardiles    |     |
| 6          | Centrocampista | Américo Gallego    |     |
| 9          | Centrocampista | René Houseman      | 67' |
| 21         | Centrocampista | José Valencia      | 75' |
| 10         | Delantero      | Mario Kempes       |     |
| 14         | Delantero      | Leopoldo Luque     |     |
| Entrenador | Entrenador     | César Luis Menotti |     |

| 1          | Guardameta     | Sándor Gujdar   |     |
| 2          | Defensa        | Péter Török     | 46' |
| 3          | Defensa        | István Kocsis   |     |
| 4          | Defensa        | József Tóth     |     |
| 6          | Defensa        | Zoltón Kereki   |     |
| 5          | Centrocampista | Sándor Zombori  |     |
| 8          | Centrocampista | Tibor Nyilasi   |     |
| 10         | Centrocampista | Sándor Pinter   |     |
| 13         | Centrocampista | Károly Csapó    |     |
| 18         | Centrocampista | László Nagy     |     |
| 9          | Delantero      | András Törőcsik |     |
| Entrenador | Entrenador     | Lajos Baróti    |     |

| 4 | Delantero      | Daniel Bertoni | 67' |
| 1 | Centrocampista | Beto Alonso    | 75' |

| 12 | Defensa | Győző Martos | 46' |

| Anotado | 15' | Leopoldo Luque | 1:1 |
| Anotado | 83' | Daniel Bertoni | 2:1 |

| Anotado | 10' | Károly Csapó | 0:1 |

| Amonestado | 77' | Daniel Passarella |

| Amonestado | 21' | Tibor Nyilasi   |
| Amonestado | 48' | András Törőcsik |
| Expulsado  | 82' | András Törőcsik |
| Expulsado  | 89' | Tibor Nyilasi   |

| Árbitro             | António Garrido   |
| Árbitros asistentes | Youssou N'Diaye   |
| Árbitros asistentes | Patrick Partridge |

| 5          | Guardameta     | Ubaldo Fillol      |     |
| 7          | Defensa        | Luis Galván        |     |
| 15         | Defensa        | Jorge Olguín       |     |
| 19         | Defensa        | Daniel Passarella  |     |
| 20         | Defensa        | Alberto Tarantini  |     |
| 2          | Centrocampista | Osvaldo Ardiles    |     |
| 6          | Centrocampista | Américo Gallego    |     |
| 9          | Centrocampista | René Houseman      | 67' |
| 21         | Centrocampista | José Valencia      | 75' |
| 10         | Delantero      | Mario Kempes       |     |
| 14         | Delantero      | Leopoldo Luque     |     |
| Entrenador | Entrenador     | César Luis Menotti |     |

| 1          | Guardameta     | Sándor Gujdar   |     |
| 2          | Defensa        | Péter Török     | 46' |
| 3          | Defensa        | István Kocsis   |     |
| 4          | Defensa        | József Tóth     |     |
| 6          | Defensa        | Zoltón Kereki   |     |
| 5          | Centrocampista | Sándor Zombori  |     |
| 8          | Centrocampista | Tibor Nyilasi   |     |
| 10         | Centrocampista | Sándor Pinter   |     |
| 13         | Centrocampista | Károly Csapó    |     |
| 18         | Centrocampista | László Nagy     |     |
| 9          | Delantero      | András Törőcsik |     |
| Entrenador | Entrenador     | Lajos Baróti    |     |

| 4 | Delantero      | Daniel Bertoni | 67' |
| 1 | Centrocampista | Beto Alonso    | 75' |

| 12 | Defensa | Győző Martos | 46' |

| Anotado | 15' | Leopoldo Luque | 1:1 |
| Anotado | 83' | Daniel Bertoni | 2:1 |

| Anotado | 10' | Károly Csapó | 0:1 |

| Amonestado | 77' | Daniel Passarella |

| Amonestado | 21' | Tibor Nyilasi   |
| Amonestado | 48' | András Törőcsik |
| Expulsado  | 82' | András Törőcsik |
| Expulsado  | 89' | Tibor Nyilasi   |

| Árbitro             | António Garrido   |
| Árbitros asistentes | Youssou N'Diaye   |
| Árbitros asistentes | Patrick Partridge |

| Estadísticas      | Bandera de Argentina | Bandera de Hungría |
| Tiros             | 23                   | 10                 |
| Tiros a puerta    | 10                   | 5                  |
| Tiros en el palo  | 0                    | 0                  |
| Faltas            | 21                   | 32                 |
| Saques de esquina | 6                    | 1                  |
| Penaltis          | 0                    | 0                  |
| Fueras de juego   | 1                    | 2                  |
| Posesión de balón | 61%                  | 39%                |

#### Argentina vs. Francia
| 6 de junio, 19:15 | Argentina                         | 2:1 (1:0) | Francia     | Estadio Monumental, Buenos Aires                        |                                                         |
|                   | Passarella 45' (pen.) · Luque 73' | Reporte   | Platini 60' | Asistencia: 71 666 espectadores Árbitro(s): Jean Dubach | Asistencia: 71 666 espectadores Árbitro(s): Jean Dubach |

| 5          | Guardameta     | Ubaldo Fillol      |     |
| 7          | Defensa        | Luis Galván        |     |
| 15         | Defensa        | Jorge Olguín       |     |
| 19         | Defensa        | Daniel Passarella  |     |
| 20         | Defensa        | Alberto Tarantini  |     |
| 2          | Centrocampista | Osvaldo Ardiles    |     |
| 6          | Centrocampista | Américo Gallego    |     |
| 9          | Centrocampista | René Houseman      |     |
| 21         | Centrocampista | José Valencia      | 64' |
| 10         | Delantero      | Mario Kempes       |     |
| 14         | Delantero      | Leopoldo Luque     |     |
| Entrenador | Entrenador     | César Luis Menotti |     |

| 21         | Guardameta     | Jean-Paul Bertrand-Demanes | 55' |
| 2          | Defensa        | Patrick Battiston          |     |
| 3          | Defensa        | Maxime Bossis              |     |
| 6          | Defensa        | Christian Lopez            |     |
| 8          | Defensa        | Marius Trésor              |     |
| 9          | Centrocampista | Dominique Bathenay         |     |
| 11         | Centrocampista | Henri Michel               |     |
| 15         | Centrocampista | Michel Platini             |     |
| 17         | Delantero      | Bernard Lacombe            |     |
| 18         | Delantero      | Dominique Rocheteau        |     |
| 19         | Delantero      | Didier Six                 |     |
| Entrenador | Entrenador     | Michel Hidalgo             |     |

| 1  | Centrocampista | Beto Alonso | 64' · 71' |
| 16 | Delantero      | Oscar Ortiz | 71'       |

| 1 | Guardameta | Dominique Baratelli | 55' |

| Anotado · Penal | 45' | Daniel Passarella | 1:0 |
| Anotado         | 73' | Leopoldo Luque    | 2:1 |

| Anotado | 60' | Michel Platini | 1:1 |

| Amonestado | 53' | Didier Six |

| Árbitro             | Jean Dubach      |
| Árbitros asistentes | César Orozco     |
| Árbitros asistentes | Werner Winsemann |

| 5          | Guardameta     | Ubaldo Fillol      |     |
| 7          | Defensa        | Luis Galván        |     |
| 15         | Defensa        | Jorge Olguín       |     |
| 19         | Defensa        | Daniel Passarella  |     |
| 20         | Defensa        | Alberto Tarantini  |     |
| 2          | Centrocampista | Osvaldo Ardiles    |     |
| 6          | Centrocampista | Américo Gallego    |     |
| 9          | Centrocampista | René Houseman      |     |
| 21         | Centrocampista | José Valencia      | 64' |
| 10         | Delantero      | Mario Kempes       |     |
| 14         | Delantero      | Leopoldo Luque     |     |
| Entrenador | Entrenador     | César Luis Menotti |     |

| 21         | Guardameta     | Jean-Paul Bertrand-Demanes | 55' |
| 2          | Defensa        | Patrick Battiston          |     |
| 3          | Defensa        | Maxime Bossis              |     |
| 6          | Defensa        | Christian Lopez            |     |
| 8          | Defensa        | Marius Trésor              |     |
| 9          | Centrocampista | Dominique Bathenay         |     |
| 11         | Centrocampista | Henri Michel               |     |
| 15         | Centrocampista | Michel Platini             |     |
| 17         | Delantero      | Bernard Lacombe            |     |
| 18         | Delantero      | Dominique Rocheteau        |     |
| 19         | Delantero      | Didier Six                 |     |
| Entrenador | Entrenador     | Michel Hidalgo             |     |

| 1  | Centrocampista | Beto Alonso | 64' · 71' |
| 16 | Delantero      | Oscar Ortiz | 71'       |

| 1 | Guardameta | Dominique Baratelli | 55' |

| Anotado · Penal | 45' | Daniel Passarella | 1:0 |
| Anotado         | 73' | Leopoldo Luque    | 2:1 |

| Anotado | 60' | Michel Platini | 1:1 |

| Amonestado | 53' | Didier Six |

| Árbitro             | Jean Dubach      |
| Árbitros asistentes | César Orozco     |
| Árbitros asistentes | Werner Winsemann |

| Estadísticas      | Bandera de Argentina | Bandera de Francia |
| Tiros             | 20                   | 16                 |
| Tiros a puerta    | 5                    | 7                  |
| Tiros en el palo  | 1                    | 1                  |
| Faltas            | 18                   | 27                 |
| Saques de esquina | 6                    | 5                  |
| Penaltis          | 1 (1)                | 0                  |
| Fueras de juego   | 6                    | 2                  |
| Posesión de balón | 47%                  | 53%                |

#### Italia vs. Argentina
| 10 de junio, 19:15 | Italia      | 1:0 (0:0) | Argentina | Estadio Monumental, Buenos Aires                          |                                                           |
|                    | Bettega 67' | Reporte   |           | Asistencia: 71 712 espectadores Árbitro(s): Abraham Klein | Asistencia: 71 712 espectadores Árbitro(s): Abraham Klein |

| 1          | Guardameta     | Dino Zoff           |     |
| 2          | Defensa        | Mauro Bellugi       | 6'  |
| 3          | Defensa        | Antonio Cabrini     |     |
| 5          | Defensa        | Claudio Gentile     |     |
| 8          | Defensa        | Gaetano Scirea      |     |
| 9          | Centrocampista | Giancarlo Antognoni | 73' |
| 10         | Centrocampista | Romeo Benetti       |     |
| 14         | Centrocampista | Marco Tardelli      |     |
| 16         | Centrocampista | Franco Causio       |     |
| 18         | Delantero      | Roberto Bettega     |     |
| 21         | Delantero      | Paolo Rossi         |     |
| Entrenador | Entrenador     | Enzo Bearzot        |     |

| 5          | Guardameta     | Ubaldo Fillol      |     |
| 7          | Defensa        | Luis Galván        |     |
| 15         | Defensa        | Jorge Olguín       |     |
| 19         | Defensa        | Daniel Passarella  |     |
| 20         | Defensa        | Alberto Tarantini  |     |
| 2          | Centrocampista | Osvaldo Ardiles    |     |
| 6          | Centrocampista | Américo Gallego    |     |
| 21         | Centrocampista | José Valencia      |     |
| 4          | Delantero      | Daniel Bertoni     |     |
| 10         | Delantero      | Mario Kempes       |     |
| 16         | Delantero      | Oscar Ortiz        | 72' |
| Entrenador | Entrenador     | César Luis Menotti |     |

| 4  | Defensa        | Antonello Cuccureddu | 6'  |
| 15 | Centrocampista | Renato Zaccarelli    | 73' |

| 9 | Delantero | René Houseman | 72' |

| Anotado | 67' | Roberto Bettega | 1:0 |

| Amonestado | 60' | Romeo Benetti |

| Árbitro             | Abraham Klein              |
| Árbitros asistentes | Alfonso González Archundia |
| Árbitros asistentes | Francis Rion               |

| 1          | Guardameta     | Dino Zoff           |     |
| 2          | Defensa        | Mauro Bellugi       | 6'  |
| 3          | Defensa        | Antonio Cabrini     |     |
| 5          | Defensa        | Claudio Gentile     |     |
| 8          | Defensa        | Gaetano Scirea      |     |
| 9          | Centrocampista | Giancarlo Antognoni | 73' |
| 10         | Centrocampista | Romeo Benetti       |     |
| 14         | Centrocampista | Marco Tardelli      |     |
| 16         | Centrocampista | Franco Causio       |     |
| 18         | Delantero      | Roberto Bettega     |     |
| 21         | Delantero      | Paolo Rossi         |     |
| Entrenador | Entrenador     | Enzo Bearzot        |     |

| 5          | Guardameta     | Ubaldo Fillol      |     |
| 7          | Defensa        | Luis Galván        |     |
| 15         | Defensa        | Jorge Olguín       |     |
| 19         | Defensa        | Daniel Passarella  |     |
| 20         | Defensa        | Alberto Tarantini  |     |
| 2          | Centrocampista | Osvaldo Ardiles    |     |
| 6          | Centrocampista | Américo Gallego    |     |
| 21         | Centrocampista | José Valencia      |     |
| 4          | Delantero      | Daniel Bertoni     |     |
| 10         | Delantero      | Mario Kempes       |     |
| 16         | Delantero      | Oscar Ortiz        | 72' |
| Entrenador | Entrenador     | César Luis Menotti |     |

| 4  | Defensa        | Antonello Cuccureddu | 6'  |
| 15 | Centrocampista | Renato Zaccarelli    | 73' |

| 9 | Delantero | René Houseman | 72' |

| Anotado | 67' | Roberto Bettega | 1:0 |

| Amonestado | 60' | Romeo Benetti |

| Árbitro             | Abraham Klein              |
| Árbitros asistentes | Alfonso González Archundia |
| Árbitros asistentes | Francis Rion               |

| Estadísticas      | Bandera de Italia | Bandera de Argentina |
| Tiros             | 11                | 22                   |
| Tiros a puerta    | 3                 | 5                    |
| Tiros en el palo  | 0                 | 0                    |
| Faltas            | 24                | 20                   |
| Saques de esquina | 4                 | 8                    |
| Penaltis          | 0                 | 0                    |
| Fueras de juego   | 2                 | 3                    |
| Posesión de balón | 47%               | 53%                  |

### Segunda fase - Grupo B
| Selección | Pts | PJ | PG | PE | PP | GF | GC | Dif |
| --------- | --- | -- | -- | -- | -- | -- | -- | --- |
| Argentina | 5   | 3  | 2  | 1  | 0  | 8  | 0  | 8   |
| Brasil    | 5   | 3  | 2  | 1  | 0  | 6  | 1  | 5   |
| Polonia   | 2   | 3  | 1  | 0  | 2  | 2  | 5  | −3  |
| Perú      | 0   | 3  | 0  | 0  | 3  | 0  | 10 | −10 |

|  | Clasificado a la final.                      |
|  | Clasificado al partido por el tercer puesto. |

#### Argentina vs. Polonia
| 14 de junio, 19:15 | Argentina       | 2:0 (1:0) | Polonia | Estadio Rosario Central, Rosario                         |                                                          |
|                    | Kempes 16', 71' | Reporte   |         | Asistencia: 37 091 espectadores Árbitro(s): Ulf Eriksson | Asistencia: 37 091 espectadores Árbitro(s): Ulf Eriksson |

| 5          | Guardameta     | Ubaldo Fillol      |     |
| 7          | Defensa        | Luis Galván        |     |
| 15         | Defensa        | Jorge Olguín       |     |
| 19         | Defensa        | Daniel Passarella  |     |
| 20         | Defensa        | Alberto Tarantini  |     |
| 2          | Centrocampista | Osvaldo Ardiles    |     |
| 6          | Centrocampista | Américo Gallego    |     |
| 9          | Centrocampista | René Houseman      | 83' |
| 21         | Centrocampista | José Valencia      | 46' |
| 4          | Delantero      | Daniel Bertoni     |     |
| 10         | Delantero      | Mario Kempes       |     |
| Entrenador | Entrenador     | César Luis Menotti |     |

| 1          | Guardameta     | Jan Tomaszewski    |     |
| 3          | Defensa        | Henryk Maculewicz  |     |
| 4          | Defensa        | Antoni Szymanowski |     |
| 9          | Defensa        | Władysław Żmuda    |     |
| 5          | Centrocampista | Adam Nawałka       |     |
| 8          | Centrocampista | Henryk Kasperczak  |     |
| 11         | Centrocampista | Bohdan Masztaler   | 64' |
| 12         | Centrocampista | Kazimierz Deyna    |     |
| 16         | Delantero      | Grzegorz Lato      |     |
| 17         | Delantero      | Andrzej Szarmach   |     |
| 18         | Delantero      | Zbigniew Boniek    |     |
| Entrenador | Entrenador     | Jacek Gmoch        |     |

| 22 | Centrocampista | Ricardo Villa | 46' |
| 16 | Delantero      | Oscar Ortiz   | 83' |

| 2 | Delantero | Włodzimierz Mazur | 64' |

| Anotado | 16' | Mario Kempes | 1:0 |
| Anotado | 71' | Mario Kempes | 2:0 |

| Amonestado | 80' | Américo Gallego |

| Amonestado | 75' | Henryk Maculewicz |

| Árbitro             | Ulf Eriksson       |
| Árbitros asistentes | Jafar Namdar       |
| Árbitros asistentes | Tesfaye Gebreyesus |

| 5          | Guardameta     | Ubaldo Fillol      |     |
| 7          | Defensa        | Luis Galván        |     |
| 15         | Defensa        | Jorge Olguín       |     |
| 19         | Defensa        | Daniel Passarella  |     |
| 20         | Defensa        | Alberto Tarantini  |     |
| 2          | Centrocampista | Osvaldo Ardiles    |     |
| 6          | Centrocampista | Américo Gallego    |     |
| 9          | Centrocampista | René Houseman      | 83' |
| 21         | Centrocampista | José Valencia      | 46' |
| 4          | Delantero      | Daniel Bertoni     |     |
| 10         | Delantero      | Mario Kempes       |     |
| Entrenador | Entrenador     | César Luis Menotti |     |

| 1          | Guardameta     | Jan Tomaszewski    |     |
| 3          | Defensa        | Henryk Maculewicz  |     |
| 4          | Defensa        | Antoni Szymanowski |     |
| 9          | Defensa        | Władysław Żmuda    |     |
| 5          | Centrocampista | Adam Nawałka       |     |
| 8          | Centrocampista | Henryk Kasperczak  |     |
| 11         | Centrocampista | Bohdan Masztaler   | 64' |
| 12         | Centrocampista | Kazimierz Deyna    |     |
| 16         | Delantero      | Grzegorz Lato      |     |
| 17         | Delantero      | Andrzej Szarmach   |     |
| 18         | Delantero      | Zbigniew Boniek    |     |
| Entrenador | Entrenador     | Jacek Gmoch        |     |

| 22 | Centrocampista | Ricardo Villa | 46' |
| 16 | Delantero      | Oscar Ortiz   | 83' |

| 2 | Delantero | Włodzimierz Mazur | 64' |

| Anotado | 16' | Mario Kempes | 1:0 |
| Anotado | 71' | Mario Kempes | 2:0 |

| Amonestado | 80' | Américo Gallego |

| Amonestado | 75' | Henryk Maculewicz |

| Árbitro             | Ulf Eriksson       |
| Árbitros asistentes | Jafar Namdar       |
| Árbitros asistentes | Tesfaye Gebreyesus |

| Estadísticas      | Bandera de Argentina | Bandera de Polonia |
| Tiros             | 21                   | 26                 |
| Tiros a puerta    | 5                    | 6                  |
| Tiros en el palo  | 0                    | 1                  |
| Faltas            | 19                   | 22                 |
| Saques de esquina | 2                    | 4                  |
| Penaltis          | 0                    | 1 (0)              |
| Fueras de juego   | 3                    | 3                  |
| Posesión de balón | 52%                  | 48%                |

#### Argentina vs. Brasil
| 18 de junio, 19:15 | Argentina | 0:0     | Brasil | Estadio Rosario Central, Rosario                           |                                                            |
|                    |           | Reporte |        | Asistencia: 37 326 espectadores Árbitro(s): Károly Palotai | Asistencia: 37 326 espectadores Árbitro(s): Károly Palotai |

| 5          | Guardameta     | Ubaldo Fillol      |     |
| 7          | Defensa        | Luis Galván        |     |
| 15         | Defensa        | Jorge Olguín       |     |
| 19         | Defensa        | Daniel Passarella  |     |
| 20         | Defensa        | Alberto Tarantini  |     |
| 2          | Centrocampista | Osvaldo Ardiles    | 46' |
| 6          | Centrocampista | Américo Gallego    |     |
| 4          | Delantero      | Daniel Bertoni     |     |
| 10         | Delantero      | Mario Kempes       |     |
| 14         | Delantero      | Leopoldo Luque     |     |
| 16         | Delantero      | Oscar Ortiz        | 60' |
| Entrenador | Entrenador     | César Luis Menotti |     |

| 1          | Guardameta     | Leão             |     |
| 2          | Defensa        | Toninho          |     |
| 3          | Defensa        | Oscar            |     |
| 4          | Defensa        | Amaral           |     |
| 16         | Defensa        | Rodrigues Neto   | 34' |
| 11         | Centrocampista | Dirceu           |     |
| 17         | Centrocampista | Batista          |     |
| 21         | Centrocampista | Chicão           |     |
| 18         | Delantero      | Gil              |     |
| 19         | Delantero      | Jorge Mendonça   | 67' |
| 20         | Delantero      | Roberto Dinamite |     |
| Entrenador | Entrenador     | Cláudio Coutinho |     |

| 22 | Centrocampista | Ricardo Julio Villa | 46' |
| 1  | Centrocampista | Beto Alonso         | 60' |

| 6 | Defensa        | Edinho | 34' |
| 8 | Centrocampista | Zico   | 67' |

| Amonestado | 48' | Ricardo Villa |

| Amonestado | 45' | Chicão |
| Amonestado | 66' | Edinho |
| Amonestado | 74' | Zico   |

| Árbitro             | Károly Palotai |
| Árbitros asistentes | Erich Linemayr |
| Árbitros asistentes | Adolf Prokop   |

| 5          | Guardameta     | Ubaldo Fillol      |     |
| 7          | Defensa        | Luis Galván        |     |
| 15         | Defensa        | Jorge Olguín       |     |
| 19         | Defensa        | Daniel Passarella  |     |
| 20         | Defensa        | Alberto Tarantini  |     |
| 2          | Centrocampista | Osvaldo Ardiles    | 46' |
| 6          | Centrocampista | Américo Gallego    |     |
| 4          | Delantero      | Daniel Bertoni     |     |
| 10         | Delantero      | Mario Kempes       |     |
| 14         | Delantero      | Leopoldo Luque     |     |
| 16         | Delantero      | Oscar Ortiz        | 60' |
| Entrenador | Entrenador     | César Luis Menotti |     |

| 1          | Guardameta     | Leão             |     |
| 2          | Defensa        | Toninho          |     |
| 3          | Defensa        | Oscar            |     |
| 4          | Defensa        | Amaral           |     |
| 16         | Defensa        | Rodrigues Neto   | 34' |
| 11         | Centrocampista | Dirceu           |     |
| 17         | Centrocampista | Batista          |     |
| 21         | Centrocampista | Chicão           |     |
| 18         | Delantero      | Gil              |     |
| 19         | Delantero      | Jorge Mendonça   | 67' |
| 20         | Delantero      | Roberto Dinamite |     |
| Entrenador | Entrenador     | Cláudio Coutinho |     |

| 22 | Centrocampista | Ricardo Julio Villa | 46' |
| 1  | Centrocampista | Beto Alonso         | 60' |

| 6 | Defensa        | Edinho | 34' |
| 8 | Centrocampista | Zico   | 67' |

| Amonestado | 48' | Ricardo Villa |

| Amonestado | 45' | Chicão |
| Amonestado | 66' | Edinho |
| Amonestado | 74' | Zico   |

| Árbitro             | Károly Palotai |
| Árbitros asistentes | Erich Linemayr |
| Árbitros asistentes | Adolf Prokop   |

| Estadísticas      | Bandera de Argentina | Bandera de Brasil |
| Tiros             | 10                   | 21                |
| Tiros a puerta    | 4                    | 8                 |
| Tiros en el palo  | 0                    | 0                 |
| Faltas            | 25                   | 30                |
| Saques de esquina | 4                    | 5                 |
| Penaltis          | 0                    | 0                 |
| Fueras de juego   | 3                    | 7                 |
| Posesión de balón | 51%                  | 49%               |

#### Argentina vs. Perú
| 21 de junio, 19:15 | Argentina                                                       | 6:0 (2:0) | Perú | Estadio Rosario Central, Rosario                         |                                                          |
|                    | Kempes 21', 48' · Tarantini 43' · Luque 50', 72' · Houseman 67' | Reporte   |      | Asistencia: 37 315 espectadores Árbitro(s): Robert Wurtz | Asistencia: 37 315 espectadores Árbitro(s): Robert Wurtz |

| 5          | Guardameta     | Ubaldo Fillol      |     |
| 7          | Defensa        | Luis Galván        |     |
| 15         | Defensa        | Jorge Olguín       |     |
| 19         | Defensa        | Daniel Passarella  |     |
| 20         | Defensa        | Alberto Tarantini  |     |
| 6          | Centrocampista | Américo Gallego    | 85' |
| 12         | Centrocampista | Omar Larrosa       |     |
| 4          | Delantero      | Daniel Bertoni     | 64' |
| 10         | Delantero      | Mario Kempes       |     |
| 14         | Delantero      | Leopoldo Luque     |     |
| 16         | Delantero      | Oscar Ortiz        |     |
| Entrenador | Entrenador     | César Luis Menotti |     |

| 21         | Guardameta     | Ramón Quiroga       |     |
| 2          | Defensa        | Jaime Duarte        |     |
| 3          | Defensa        | Rodulfo Manzo       |     |
| 4          | Defensa        | Héctor Chumpitaz    |     |
| 22         | Defensa        | Roberto Rojas       |     |
| 6          | Centrocampista | José Velásquez      | 51' |
| 8          | Centrocampista | César Cueto         |     |
| 17         | Centrocampista | Alfredo Quesada     |     |
| 7          | Delantero      | Juan José Muñante   |     |
| 10         | Delantero      | Teófilo Cubillas    |     |
| 11         | Delantero      | Juan Carlos Oblitas |     |
| Entrenador | Entrenador     | Marcos Calderón     |     |

| 9  | Delantero | René Houseman | 64' |
| 17 | Defensa   | Miguel Oviedo | 85' |

| 16 | Centrocampista | Raúl Gorriti | 51' |

| Anotado | 21' | Mario Kempes      | 1:0 |
| Anotado | 43' | Alberto Tarantini | 2:0 |
| Anotado | 48' | Mario Kempes      | 3:0 |
| Anotado | 50' | Leopoldo Luque    | 4:0 |
| Anotado | 67' | René Houseman     | 5:0 |
| Anotado | 72' | Leopoldo Luque    | 6:0 |

| Amonestado | 36' | Alfredo Quesada |
| Amonestado | 48' | José Velásquez  |

| Árbitro             | Robert Wurtz      |
| Árbitros asistentes | Ferdinand Biwersi |
| Árbitros asistentes | Sergio Gonella    |

| 5          | Guardameta     | Ubaldo Fillol      |     |
| 7          | Defensa        | Luis Galván        |     |
| 15         | Defensa        | Jorge Olguín       |     |
| 19         | Defensa        | Daniel Passarella  |     |
| 20         | Defensa        | Alberto Tarantini  |     |
| 6          | Centrocampista | Américo Gallego    | 85' |
| 12         | Centrocampista | Omar Larrosa       |     |
| 4          | Delantero      | Daniel Bertoni     | 64' |
| 10         | Delantero      | Mario Kempes       |     |
| 14         | Delantero      | Leopoldo Luque     |     |
| 16         | Delantero      | Oscar Ortiz        |     |
| Entrenador | Entrenador     | César Luis Menotti |     |

| 21         | Guardameta     | Ramón Quiroga       |     |
| 2          | Defensa        | Jaime Duarte        |     |
| 3          | Defensa        | Rodulfo Manzo       |     |
| 4          | Defensa        | Héctor Chumpitaz    |     |
| 22         | Defensa        | Roberto Rojas       |     |
| 6          | Centrocampista | José Velásquez      | 51' |
| 8          | Centrocampista | César Cueto         |     |
| 17         | Centrocampista | Alfredo Quesada     |     |
| 7          | Delantero      | Juan José Muñante   |     |
| 10         | Delantero      | Teófilo Cubillas    |     |
| 11         | Delantero      | Juan Carlos Oblitas |     |
| Entrenador | Entrenador     | Marcos Calderón     |     |

| 9  | Delantero | René Houseman | 64' |
| 17 | Defensa   | Miguel Oviedo | 85' |

| 16 | Centrocampista | Raúl Gorriti | 51' |

| Anotado | 21' | Mario Kempes      | 1:0 |
| Anotado | 43' | Alberto Tarantini | 2:0 |
| Anotado | 48' | Mario Kempes      | 3:0 |
| Anotado | 50' | Leopoldo Luque    | 4:0 |
| Anotado | 67' | René Houseman     | 5:0 |
| Anotado | 72' | Leopoldo Luque    | 6:0 |

| Amonestado | 36' | Alfredo Quesada |
| Amonestado | 48' | José Velásquez  |

| Árbitro             | Robert Wurtz      |
| Árbitros asistentes | Ferdinand Biwersi |
| Árbitros asistentes | Sergio Gonella    |

| Estadísticas      | Bandera de Argentina | Bandera de Perú |
| Tiros             | 28                   | 8               |
| Tiros a puerta    | 10                   | 1               |
| Tiros en el palo  | 3                    | 1               |
| Faltas            | 14                   | 30              |
| Saques de esquina | 8                    | 1               |
| Penaltis          | 0                    | 0               |
| Fueras de juego   | 2                    | 3               |
| Posesión de balón | 61%                  | 39%             |

### Final

#### Argentina vs. Países Bajos
| 25 de junio, 15:00 | Argentina                       | 3:1 (1:1, 1:0) (t. s.) | Países Bajos | Estadio Monumental, Buenos Aires                           |                                                            |
|                    | Kempes 38', 105' · Bertoni 115' | Reporte                | Nanninga 81' | Asistencia: 71 483 espectadores Árbitro(s): Sergio Gonella | Asistencia: 71 483 espectadores Árbitro(s): Sergio Gonella |

| 5          | Guardameta     | Ubaldo Fillol      |     |
| 7          | Defensa        | Luis Galván        |     |
| 15         | Defensa        | Jorge Olguín       |     |
| 19         | Defensa        | Daniel Passarella  |     |
| 20         | Defensa        | Alberto Tarantini  |     |
| 2          | Centrocampista | Osvaldo Ardiles    | 65' |
| 6          | Centrocampista | Américo Gallego    |     |
| 4          | Delantero      | Daniel Bertoni     |     |
| 10         | Delantero      | Mario Kempes       |     |
| 14         | Delantero      | Leopoldo Luque     |     |
| 16         | Delantero      | Oscar Ortiz        | 74' |
| Entrenador | Entrenador     | César Luis Menotti |     |

| 8          | Guardameta     | Jan Jongbloed        |     |
| 2          | Defensa        | Jan Poortvliet       |     |
| 5          | Defensa        | Ruud Krol            |     |
| 22         | Defensa        | Ernie Brandts        |     |
| 6          | Centrocampista | Wim Jansen           | 72' |
| 9          | Centrocampista | Arie Haan            |     |
| 11         | Centrocampista | Willy van de Kerkhof |     |
| 13         | Centrocampista | Johan Neeskens       |     |
| 10         | Delantero      | René van de Kerkhof  |     |
| 12         | Delantero      | Rob Rensenbrink      |     |
| 16         | Delantero      | Johnny Rep           | 59' |
| Entrenador | Entrenador     | Ernst Happel         |     |

| 12 | Centrocampista | Omar Larrosa  | 65' |
| 9  | Delantero      | René Houseman | 74' |

| 18 | Centrocampista | Dick Nanninga | 59' |
| 20 | Defensa        | Wim Suurbier  | 72' |

| Anotado | 38'  | Mario Kempes   | 1:0 |
| Anotado | 105' | Mario Kempes   | 2:1 |
| Anotado | 115' | Daniel Bertoni | 3:1 |

| Anotado | 81' | Dick Nanninga | 3:1 |

| Amonestado | 40' | Osvaldo Ardiles |
| Amonestado | 93' | Omar Larrosa    |

| Amonestado | 15' | Ruud Krol      |
| Amonestado | 94' | Wim Suurbier   |
| Amonestado | 96' | Johan Neeskens |

| Árbitro             | Sergio Gonella |
| Árbitros asistentes | Ramón Barreto  |
| Árbitros asistentes | Erich Linemayr |

| 5          | Guardameta     | Ubaldo Fillol      |     |
| 7          | Defensa        | Luis Galván        |     |
| 15         | Defensa        | Jorge Olguín       |     |
| 19         | Defensa        | Daniel Passarella  |     |
| 20         | Defensa        | Alberto Tarantini  |     |
| 2          | Centrocampista | Osvaldo Ardiles    | 65' |
| 6          | Centrocampista | Américo Gallego    |     |
| 4          | Delantero      | Daniel Bertoni     |     |
| 10         | Delantero      | Mario Kempes       |     |
| 14         | Delantero      | Leopoldo Luque     |     |
| 16         | Delantero      | Oscar Ortiz        | 74' |
| Entrenador | Entrenador     | César Luis Menotti |     |

| 8          | Guardameta     | Jan Jongbloed        |     |
| 2          | Defensa        | Jan Poortvliet       |     |
| 5          | Defensa        | Ruud Krol            |     |
| 22         | Defensa        | Ernie Brandts        |     |
| 6          | Centrocampista | Wim Jansen           | 72' |
| 9          | Centrocampista | Arie Haan            |     |
| 11         | Centrocampista | Willy van de Kerkhof |     |
| 13         | Centrocampista | Johan Neeskens       |     |
| 10         | Delantero      | René van de Kerkhof  |     |
| 12         | Delantero      | Rob Rensenbrink      |     |
| 16         | Delantero      | Johnny Rep           | 59' |
| Entrenador | Entrenador     | Ernst Happel         |     |

| 12 | Centrocampista | Omar Larrosa  | 65' |
| 9  | Delantero      | René Houseman | 74' |

| 18 | Centrocampista | Dick Nanninga | 59' |
| 20 | Defensa        | Wim Suurbier  | 72' |

| Anotado | 38'  | Mario Kempes   | 1:0 |
| Anotado | 105' | Mario Kempes   | 2:1 |
| Anotado | 115' | Daniel Bertoni | 3:1 |

| Anotado | 81' | Dick Nanninga | 3:1 |

| Amonestado | 40' | Osvaldo Ardiles |
| Amonestado | 93' | Omar Larrosa    |

| Amonestado | 15' | Ruud Krol      |
| Amonestado | 94' | Wim Suurbier   |
| Amonestado | 96' | Johan Neeskens |

| Árbitro             | Sergio Gonella |
| Árbitros asistentes | Ramón Barreto  |
| Árbitros asistentes | Erich Linemayr |

| Estadísticas      | Bandera de Argentina | Bandera de los Países Bajos |
| Tiros             | 24                   | 19                          |
| Tiros a puerta    | 10                   | 9                           |
| Tiros en el palo  | 0                    | 1                           |
| Faltas            | 24                   | 49                          |
| Saques de esquina | 6                    | 6                           |
| Penaltis          | 0                    | 0                           |
| Fueras de juego   | 7                    | 11                          |
| Posesión de balón | 46%                  | 54%                         |

## Resultado
|                              |
| Bandera de Argentina         |
| Campeón Argentina 1.° título |

## Participación de jugadores
|    | Pos            | Jugador                 | Equipo                | PJ | Goles |
| -- | -------------- | ----------------------- | --------------------- | -- | ----- |
| 1  | Centrocampista | Norberto Alonso         | River Plate           | 3  | 0     |
| 2  | Centrocampista | Osvaldo Ardiles         | Huracán               | 6  | 0     |
| 3  | Guardameta     | Héctor Baley            | Huracán               | 0  | 0     |
| 4  | Delantero      | Daniel Bertoni          | Independiente         | 6  | 2     |
| 5  | Guardameta     | Ubaldo Fillol           | River Plate           | 7  | 0     |
| 6  | Centrocampista | Américo Gallego         | Newell's              | 7  | 0     |
| 7  | Defensa        | Luis Galván†            | Talleres -C-          | 7  | 0     |
| 8  | Centrocampista | Rubén Galván†           | Independiente         | 0  | 0     |
| 9  | Delantero      | René Houseman†          | Huracán               | 6  | 1     |
| 10 | Delantero      | Mario Kempes            | Valencia (ESP)        | 7  | 6     |
| 11 | Defensa        | Daniel Killer           | Racing                | 0  | 0     |
| 12 | Centrocampista | Omar Larrosa            | Independiente         | 2  | 0     |
| 13 | Guardameta     | Ricardo La Volpe        | San Lorenzo           | 0  | 0     |
| 14 | Delantero      | Leopoldo Jacinto Luque† | River Plate           | 5  | 4     |
| 15 | Defensa        | Jorge Olguín            | San Lorenzo           | 7  | 0     |
| 16 | Delantero      | Oscar Alberto Ortiz     | River Plate           | 6  | 0     |
| 17 | Centrocampista | Miguel Oviedo           | Talleres -C-          | 1  | 0     |
| 18 | Defensa        | Rubén Pagnanini         | Independiente         | 0  | 0     |
| 19 | Defensa        | Daniel Passarella       | River Plate           | 7  | 1     |
| 20 | Defensa        | Alberto Tarantini       | Birmingham City (ING) | 7  | 1     |
| 21 | Centrocampista | José Valencia           | Talleres -C-          | 4  | 0     |
| 22 | Centrocampista | Ricardo Villa           | Racing                | 2  | 0     |

- De los 22 jugadores del plantel hay cuatro que han fallecido.

- René Houseman
- Rubén Galván
- Leopoldo Jacinto Luque
- Luis Galván

## Estadísticas
| Equipo | Equipo           | Pts | PJ | PG | PE | PP | GF | GC | Dif | Rend  |
| ------ | ---------------- | --- | -- | -- | -- | -- | -- | -- | --- | ----- |
| 1      | Argentina        | 11  | 7  | 5  | 1  | 1  | 15 | 4  | +11 | 78,6% |
| 2      | Países Bajos     | 8   | 7  | 3  | 2  | 2  | 15 | 10 | +5  | 57,1% |
| 3      | Brasil           | 11  | 7  | 4  | 3  | 0  | 10 | 3  | +7  | 78,6% |
| 4      | Italia           | 9   | 7  | 4  | 1  | 2  | 9  | 6  | +3  | 64,3% |
| 5      | Polonia          | 7   | 6  | 3  | 1  | 2  | 6  | 6  | 0   | 58,3% |
| 6      | Alemania Federal | 6   | 6  | 1  | 4  | 1  | 10 | 5  | +5  | 50,0% |
| 7      | Austria          | 6   | 6  | 3  | 0  | 3  | 7  | 10 | -3  | 50,0% |
| 8      | Perú             | 5   | 6  | 2  | 1  | 3  | 7  | 12 | -5  | 41,6% |
| 9      | Túnez            | 3   | 3  | 1  | 1  | 1  | 3  | 2  | +1  | 50,0% |
| 10     | España           | 3   | 3  | 1  | 1  | 1  | 2  | 2  | 0   | 50.0% |
| 11     | Escocia          | 3   | 3  | 1  | 1  | 1  | 5  | 6  | -1  | 50,0% |
| 12     | Francia          | 2   | 3  | 1  | 0  | 2  | 5  | 5  | 0   | 33,3% |
| 13     | Suecia           | 1   | 3  | 0  | 1  | 2  | 1  | 3  | -2  | 16,6% |
| 14     | Irán             | 1   | 3  | 0  | 1  | 2  | 2  | 8  | -6  | 16,6% |
| 15     | Hungría          | 0   | 3  | 0  | 0  | 3  | 3  | 8  | -5  | 0,0%  |
| 16     | México           | 0   | 3  | 0  | 0  | 3  | 2  | 12 | -10 | 0,0%  |